# Leichtathletik-Weltmeisterschaften 2005/5000 m der Frauen

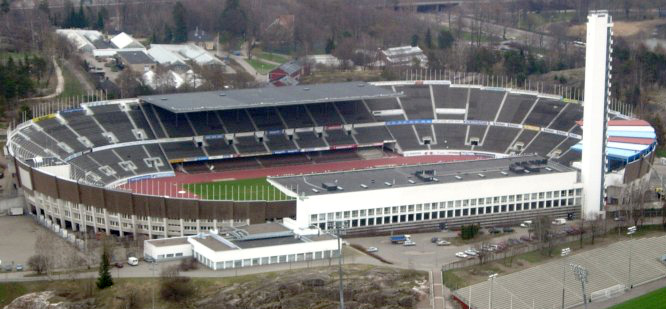
Das Olympiastadion in Helsinki im Mai 2005

Der 5000-Meter-Lauf der Frauen bei den Leichtathletik-Weltmeisterschaften 2005 wurde am 10. und 13. August 2005 im Olympiastadion der finnischen Hauptstadt Helsinki ausgetragen.
In diesem Wettbewerb gab es einen Vierfachtriumph der äthiopischen Langstrecklerinnen. Weltmeisterin wurde die Titelverteidigerin und Olympiadritte von 2004 Tirunesh Dibaba, die sieben Tage zuvor bereits den 10.000-Meter-Lauf für sich entschieden hatte. Rang zwei belegte die aktuelle Olympiasiegerin Meseret Defar. Bronze ging wie vorher auch über 10.000 Meter an die Olympiazweite von 2004 Ejegayehu Dibaba.

## Rekorde

### Bestehende Rekorde
| Weltrekord | 14:24,68 min | Elvan Abeylegesse | Bergen, Norwegen            | 11. Juni 2004   |
| WM-Rekord  | 14:41,82 min | Gabriela Szabo    | WM 1999 in Sevilla, Spanien | 27. August 1999 |

### Rekordverbesserung
Die äthiopische Weltmeisterin Tirunesh Dibaba verbesserte den bestehenden WM-Rekord im Finale am 13. August um 3,23 Sekunden auf 14:38,59 min.
Zwei Läuferinnen stellten vier Landesrekorde auf.
- Zakia Mrisho, Tansania:
  - 14:57,22 min – erster Vorlauf am 10. August
  - 14:43,87 min – Finale am 13. August
- Wolha Krauzowa, Belarus:
  - 14:56,16 min – erster Vorlauf am 10. August
  - 14:47,75 min – Finale am 13. August

## Vorrunde
Die Vorrunde wurde in zwei Läufen durchgeführt. Die ersten vier Athletinnen pro Lauf – hellblau unterlegt – sowie die darüber hinaus sieben zeitschnellsten Läuferinnen – hellgrün unterlegt – qualifizierten sich für das Finale.

### Vorlauf 1

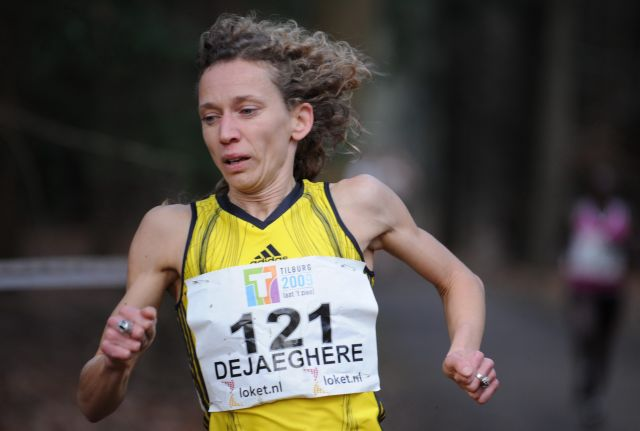
Ihr elfter Platz im ersten Vorlauf reichte Veerle DeJaeghere nicht zur Finalteilnahme
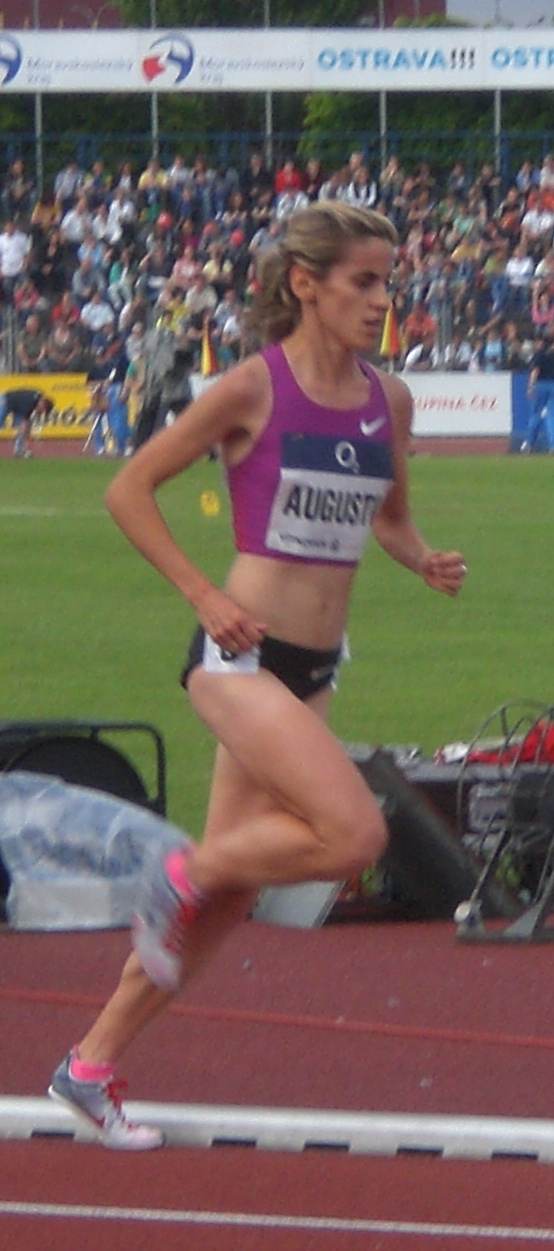
Jéssica Augusto – Fünfzehnte und Letzte in ihrem Vorlauf

10. August 2005, 21:15 Uhr
| Platz | Name                      | Nation              | Zeit (min)  |
| ----- | ------------------------- | ------------------- | ----------- |
| 1     | Tirunesh Dibaba           | Äthiopien           | 14:50,98    |
| 2     | Meselech Melkamu          | Äthiopien           | 14:51,49    |
| 3     | Joanne Pavey              | Großbritannien      | 14:53,82    |
| 4     | Priscah Jepleting Cherono | Kenia               | 14:54,50    |
| 5     | Marta Domínguez           | Spanien             | 14:56,02    |
| 6     | Wolha Krauzowa            | Belarus             | 14:56,16 NR |
| 7     | Zakia Mrisho              | Tansania            | 14:57,22 NR |
| 8     | Sun Yingjie               | Volksrepublik China | 14:58,34    |
| 9     | Kayoko Fukushi            | Japan               | 15:05,77    |
| 10    | Lauren Fleshman           | USA                 | 15:32,05    |
| 11    | Veerle DeJaeghere         | Belgien             | 15:47,01    |
| 12    | Maryna Dubrova            | Ukraine             | 16:01,88    |
| 13    | Anesie Kwizera            | Burundi             | 16:06,66    |
| 14    | Catherine Chikwakwa       | Malawi              | 16:11,63    |
| 15    | Jéssica Augusto           | Portugal            | 16:23,66    |

### Vorlauf 2

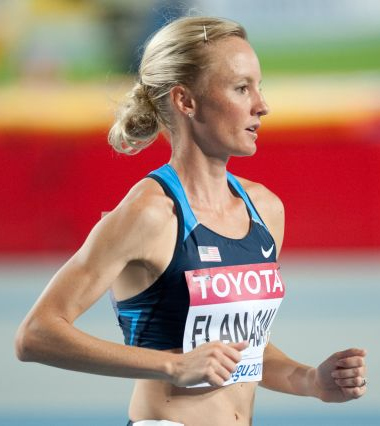
Platz sieben in ihrem Vorlauf für Shalane Flanagan und damit um einen Rang am Finale vorbei
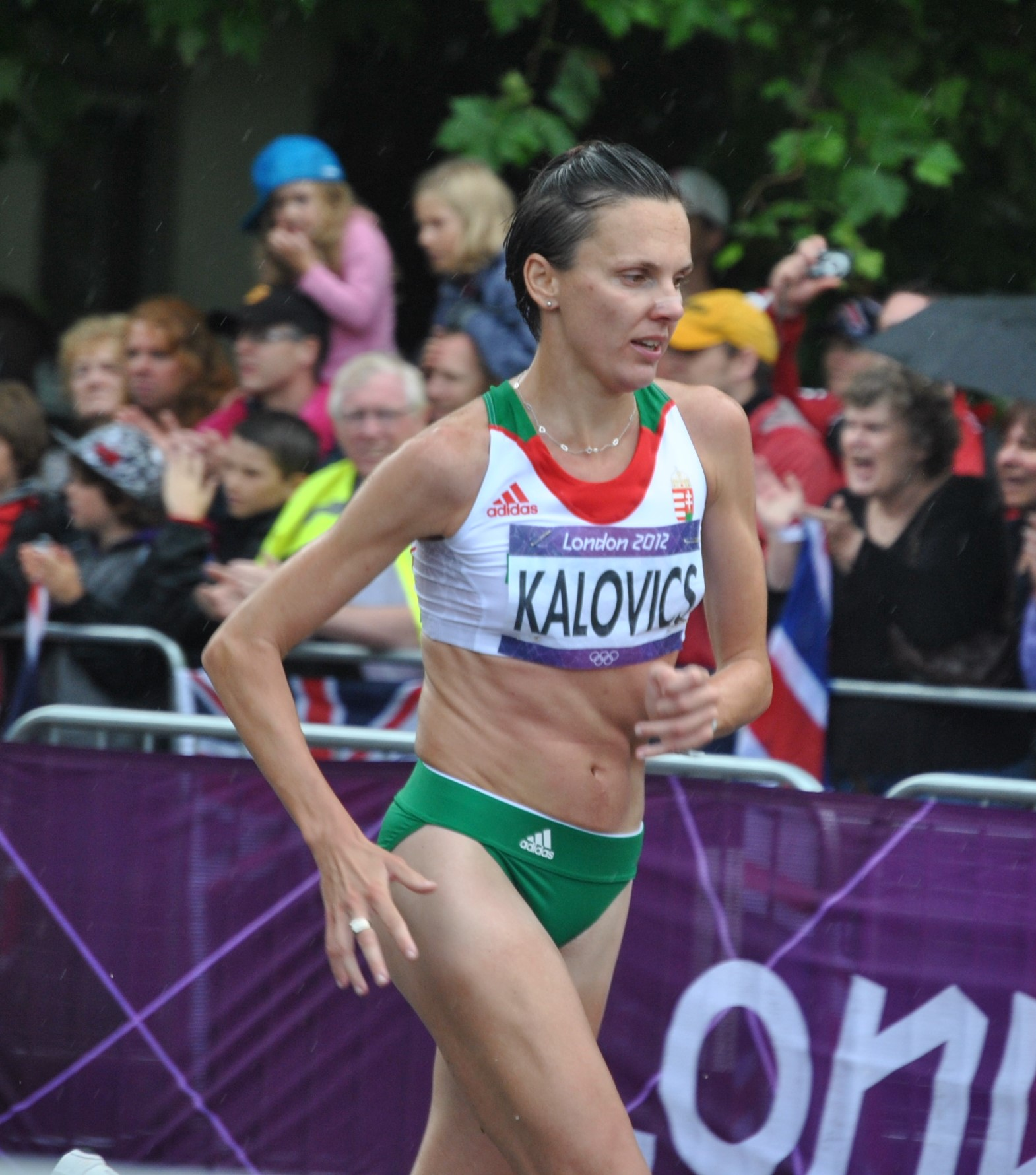
Anikó Kálovics kam in ihrem Vorlauf auf den zwölften Platz und schied damit aus
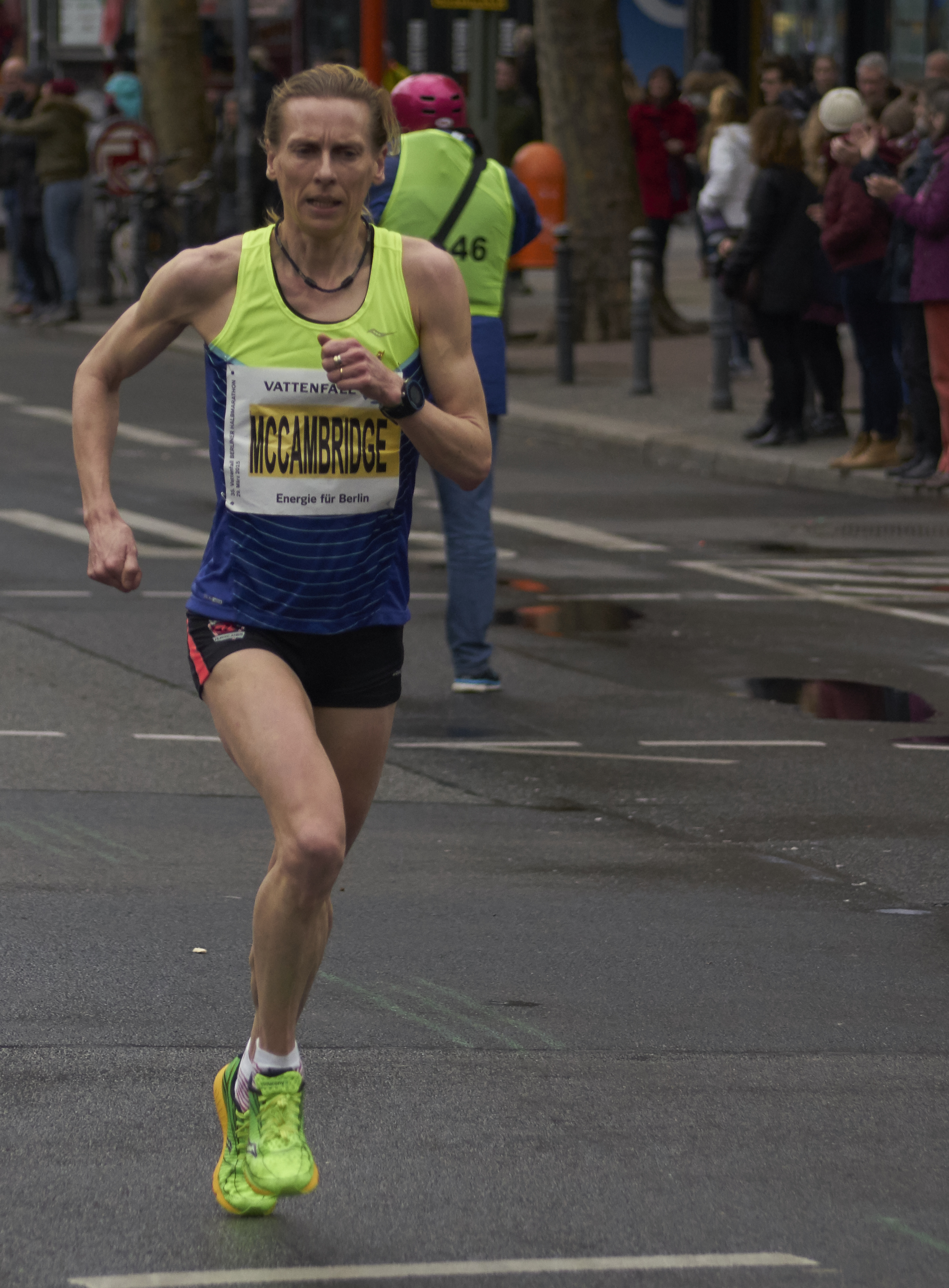
Maria McCambridge blieb als Vierzehnte ihres Vorlaufs chancenlos

10. August 2005, 21:37 Uhr
| Platz | Name                  | Nation              | Zeit (min) |
| ----- | --------------------- | ------------------- | ---------- |
| 1     | Meseret Defar         | Äthiopien           | 15:13,52   |
| 2     | Ejegayehu Dibaba      | Äthiopien           | 15:14,33   |
| 3     | Xing Huina            | Volksrepublik China | 15:14,48   |
| 4     | Lilija Schobuchowa    | Russland            | 15:14,63   |
| 5     | Isabella Ochichi      | Kenia               | 15:16,51   |
| 6     | Susanne Wigene        | Norwegen            | 15:18,38   |
| 7     | Shalane Flanagan      | USA                 | 15:20,59   |
| 8     | María Protópappa      | Griechenland        | 15:32,04   |
| 9     | Amy Rudolph           | USA                 | 15:32,73   |
| 10    | Margaret Maury        | Frankreich          | 15:35,65   |
| 11    | Dulce María Rodríguez | Mexiko              | 15:44,65   |
| 12    | Anikó Kálovics        | Ungarn              | 15:46,36   |
| 13    | Simret Sultan         | Eritrea             | 15:47,66   |
| 14    | Maria McCambridge     | Irland              | 16:05,44   |
| 15    | Miriam Kaumba         | Sambia              | 16:10,70   |

## Finale

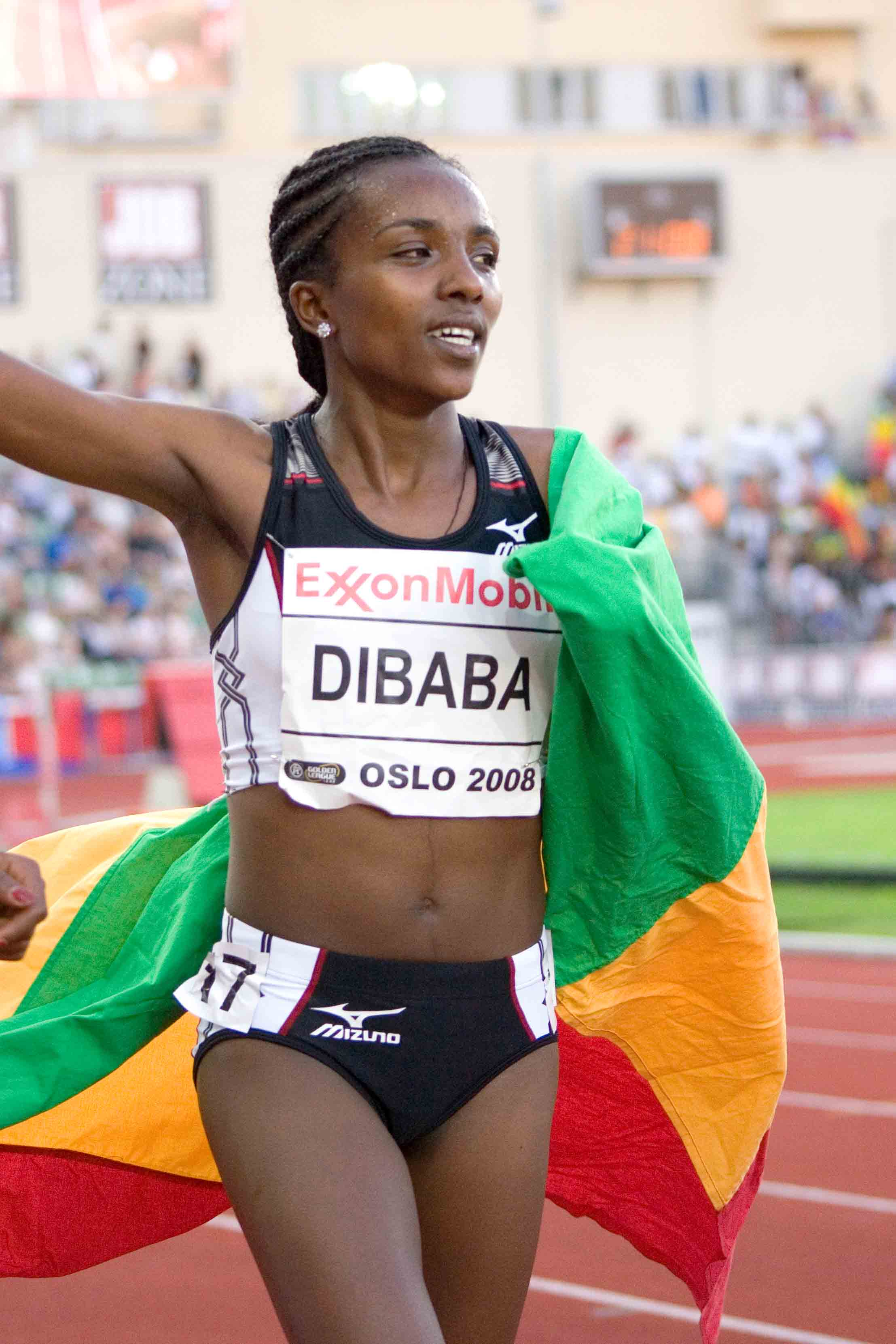
Zweiter Erfolg für Titelverteidigerin Tirunesh Dibaba hier in Helsinki nach ihrem Sieg über 10.000 Meter – 2004 war sie Olympiadritte

13. August 2005, 20:10 Uhr
| Platz | Name                      | Nation              | Zeit (min)  |
| ----- | ------------------------- | ------------------- | ----------- |
| 1     | Tirunesh Dibaba           | Äthiopien           | 14:38,59 CR |
| 2     | Meseret Defar             | Äthiopien           | 14:39,54    |
| 3     | Ejegayehu Dibaba          | Äthiopien           | 14:42,47    |
| 4     | Meselech Melkamu          | Äthiopien           | 14:43,47    |
| 5     | Xing Huina                | Volksrepublik China | 14:43,64    |
| 6     | Zakia Mrisho              | Tansania            | 14:43,87 NR |
| 7     | Priscah Jepleting Cherono | Kenia               | 14:44,00    |
| 8     | Isabella Ochichi          | Kenia               | 14:45,14    |
| 9     | Lilija Schobuchowa        | Russland            | 14:47,07    |
| 10    | Wolha Krauzowa            | Belarus             | 14:47,75 NR |
| 11    | Sun Yingjie               | Volksrepublik China | 14:51,19    |
| 12    | Kayoko Fukushi            | Japan               | 14:59,92    |
| 13    | Susanne Wigene            | Norwegen            | 15:00,23    |
| 14    | Marta Domínguez           | Spanien             | 15:02,30    |
| 15    | Joanne Pavey              | Großbritannien      | 15:14,37    |

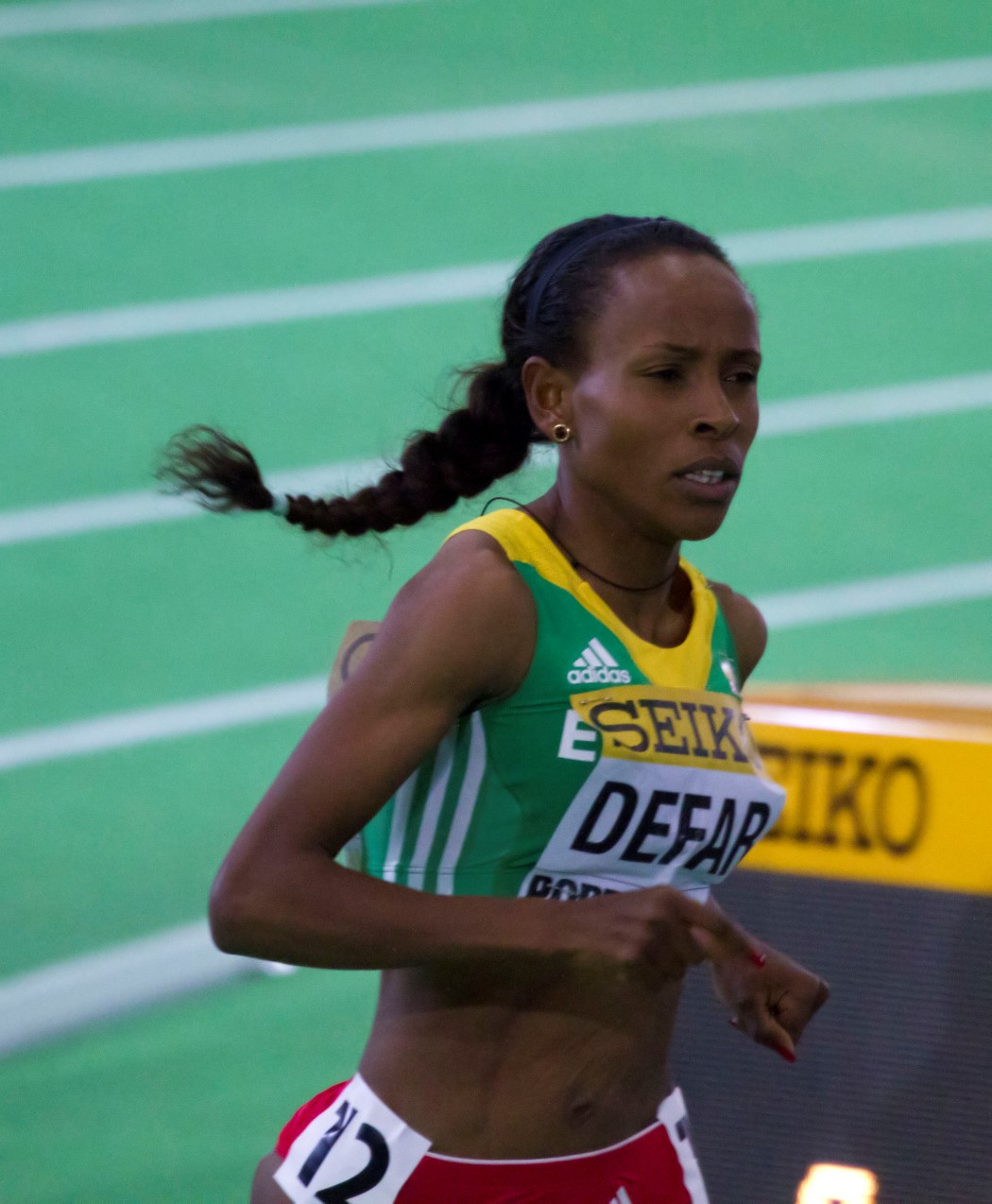
Vizeweltmeisterin Meseret Defar
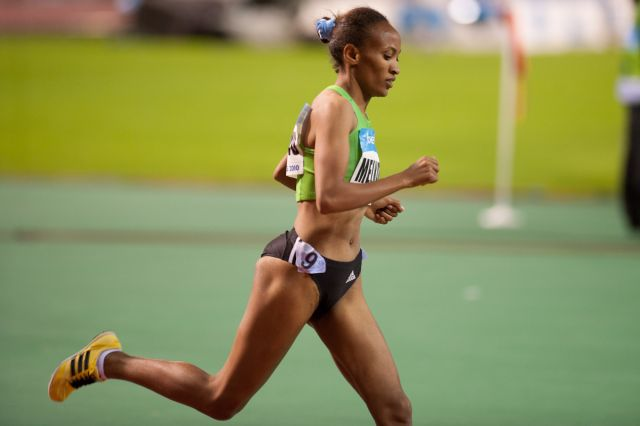
Meselech Melkamu komplettierte als Vierte den äthiopischen Erfolg
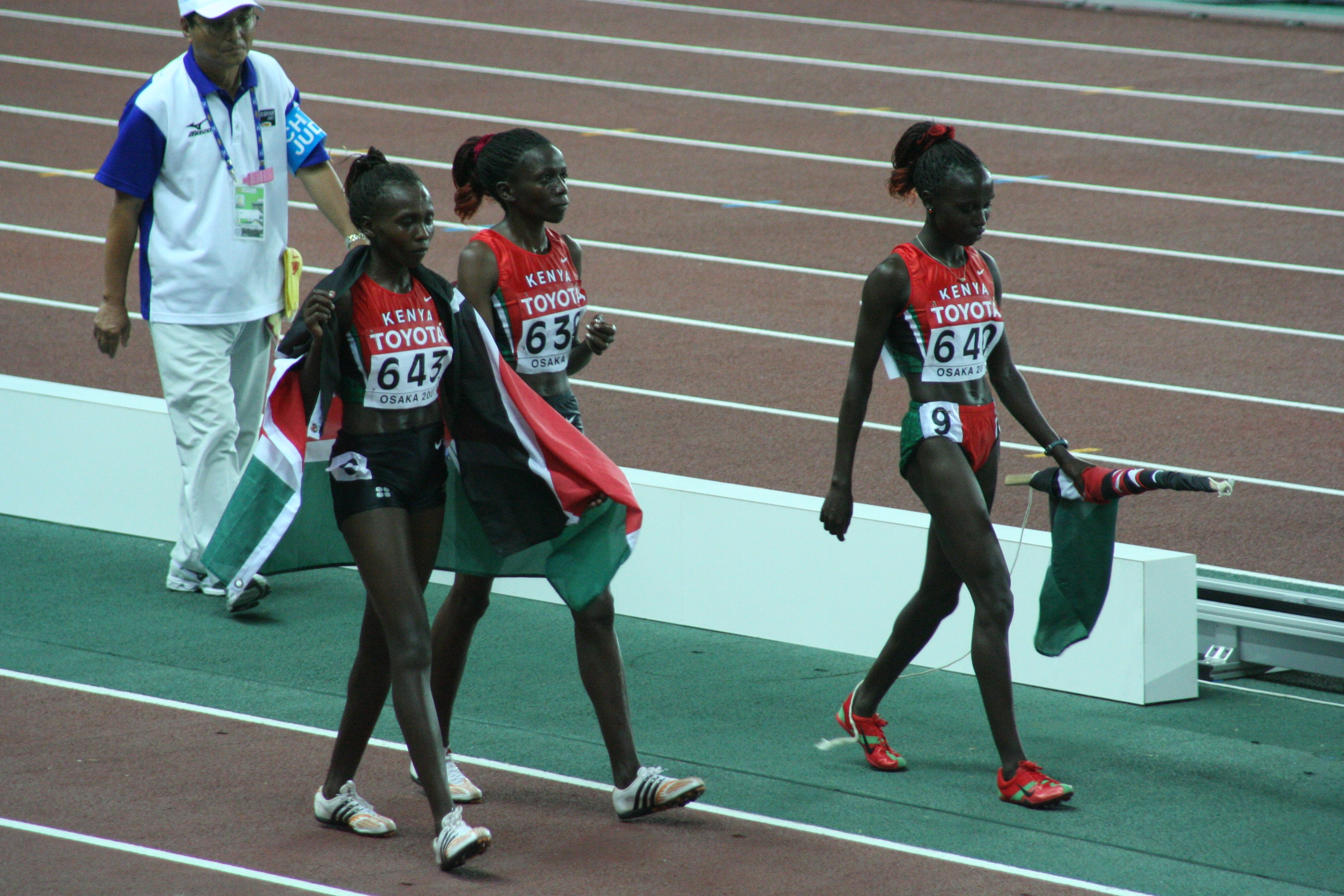
Priscah Jepleting Cherono (Mitte) kam auf den siebten Platz
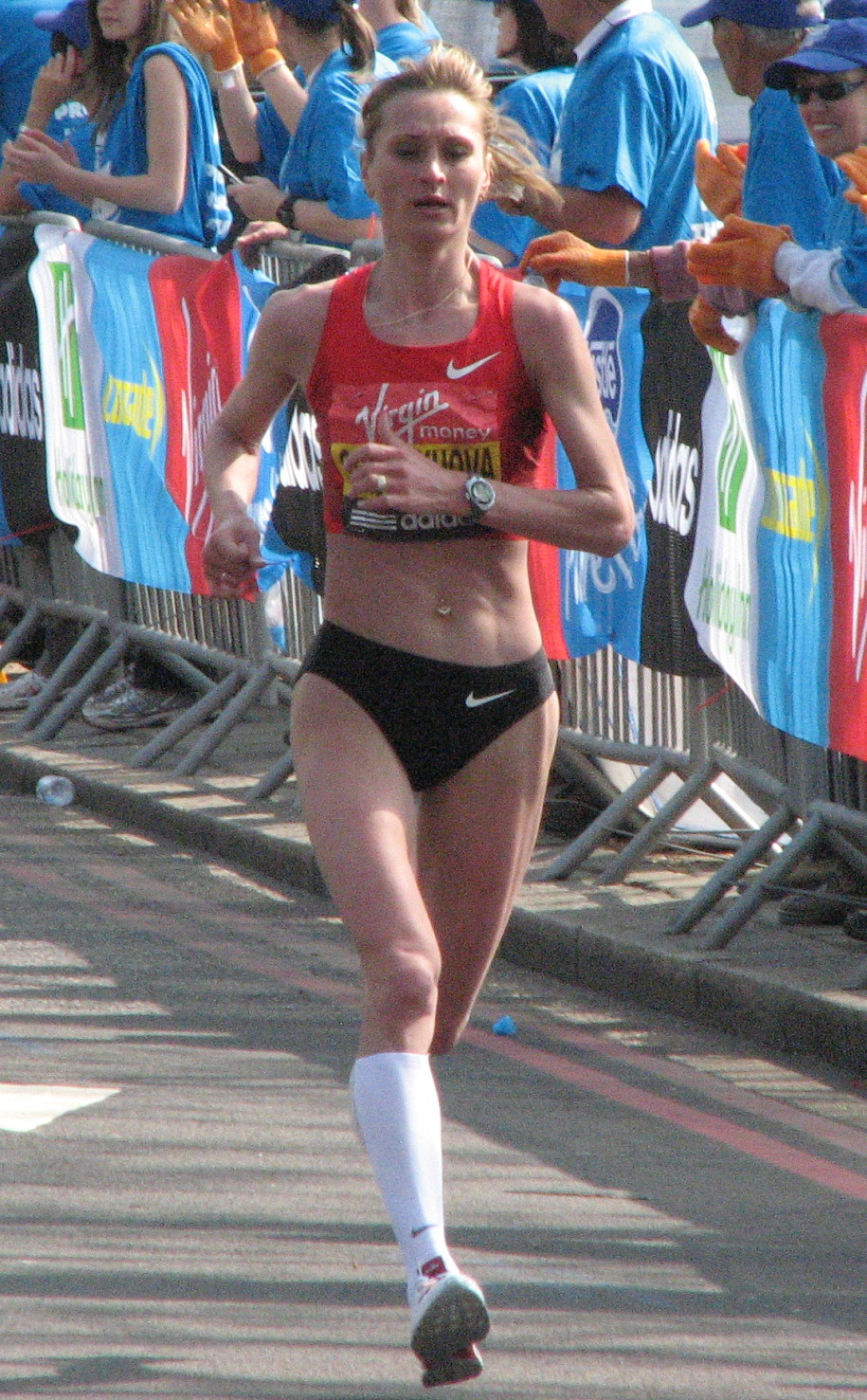
Lilija Schobuchowa erreichte Platz neun
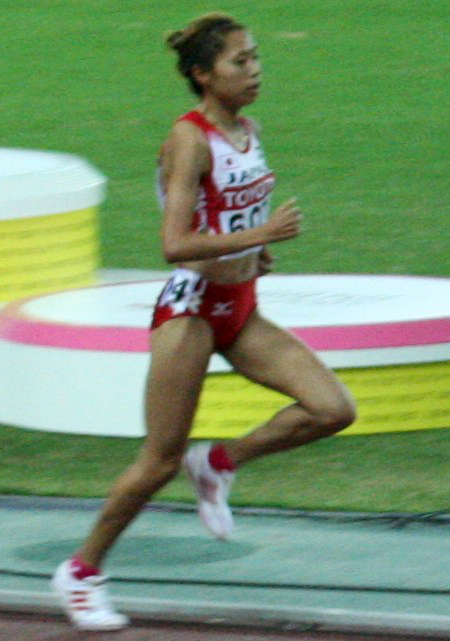
Die zwölftplatzierte Kayoko Fukushi
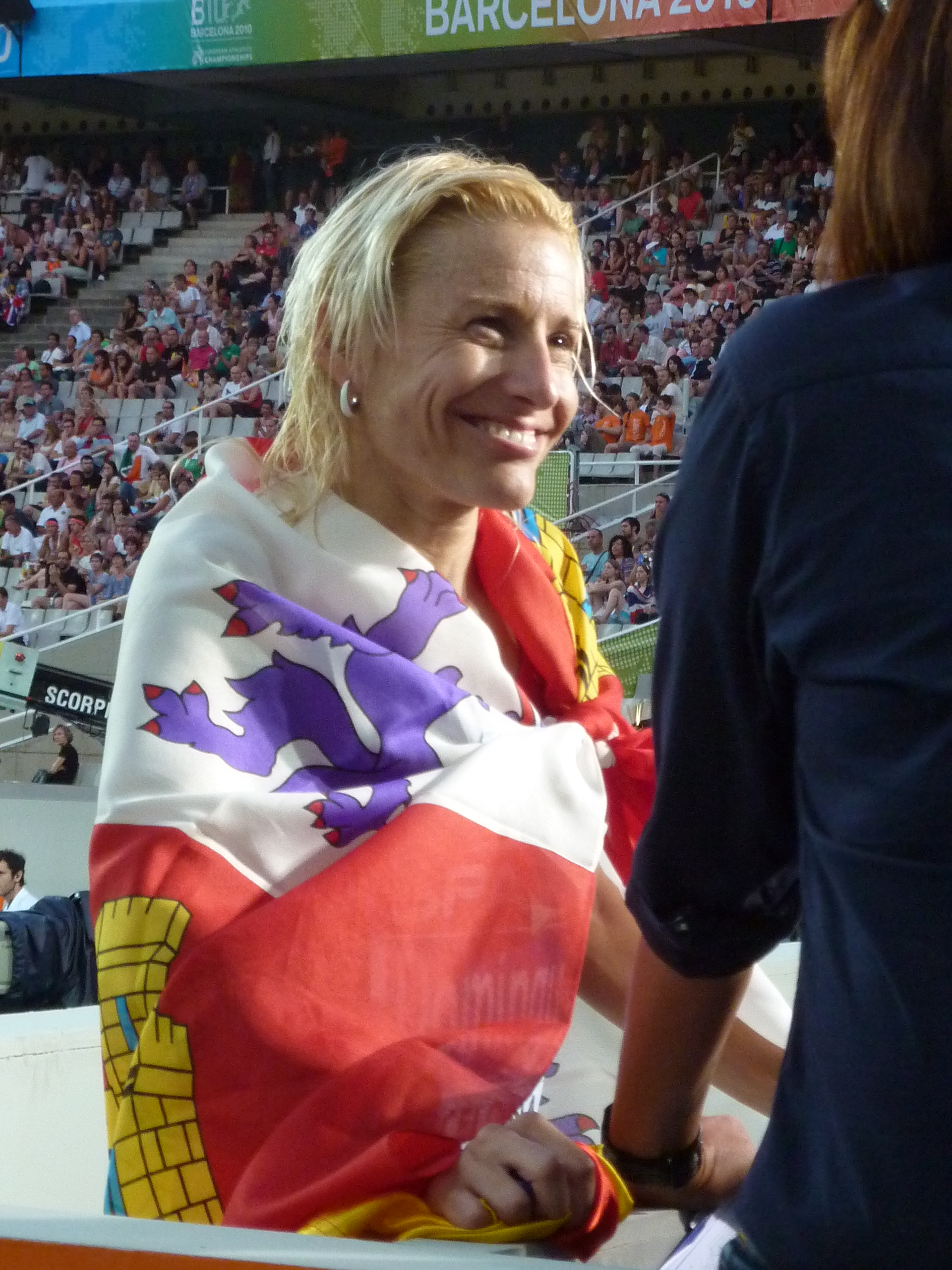
Rang vierzehn für Marta Domínguez
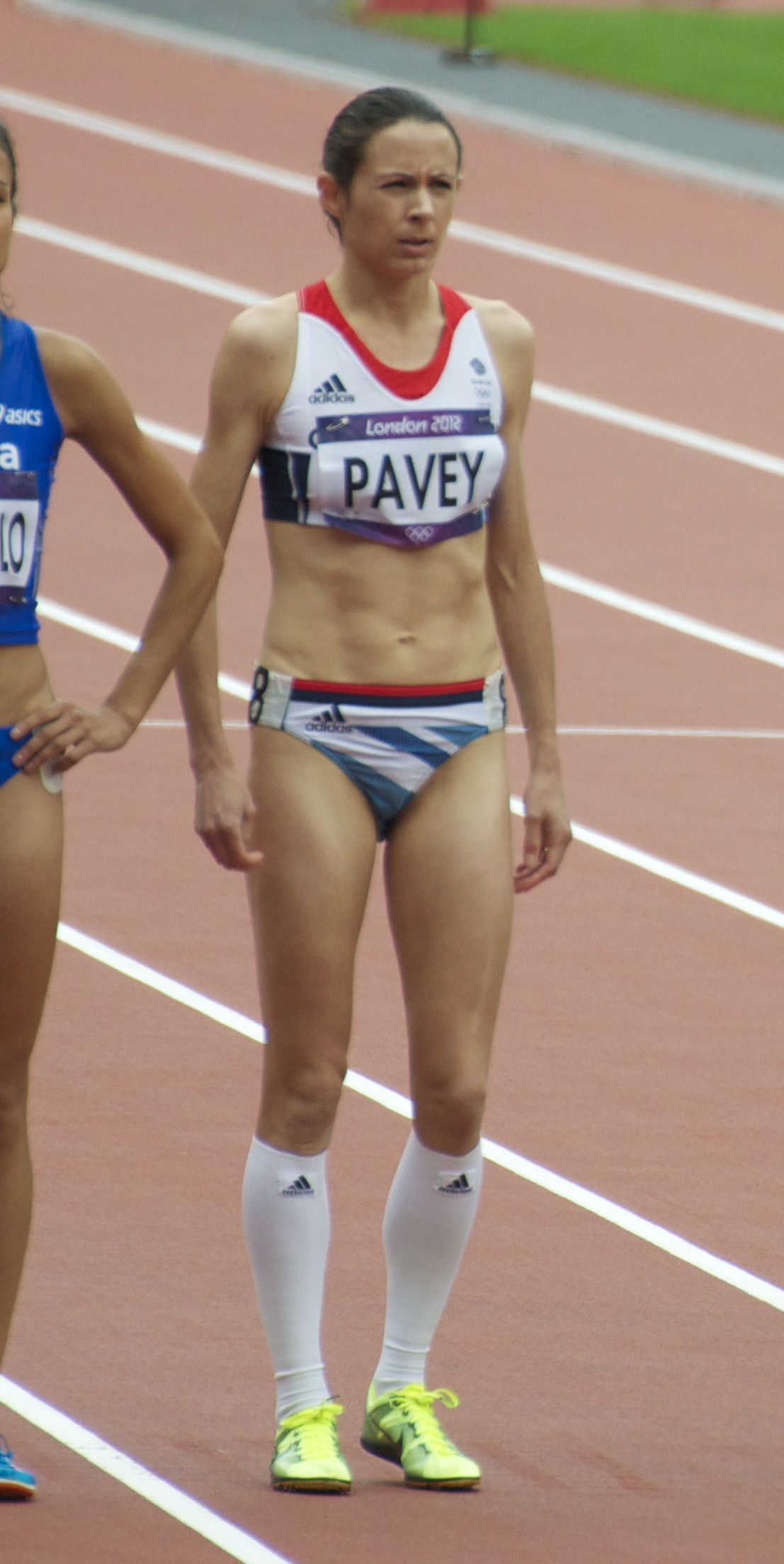
Joanne Pavey - Platz fünfzehn

## Video
- 2005 World Championship Women's 5000m, youtube.com, abgerufen am 7. Oktober 2020